# Irena Białkowska
Irena Białkowska-Józefek (ur. 17 października 1914 w Poznaniu, zm. 20 lipca 1987 tamże) – polska lekkoatletka, biegaczka na średnich dystansach oraz siatkarka.

## Życiorys
Reprezentantka Polski (np. w wygranym meczu międzypaństwowym z Japonkami w 1934 – zajęła 3. miejsce w biegu na 800 metrów).
Halowa wicemistrzyni kraju w biegu na 500 metrów (1938).
Mistrzyni Polski w biegu przełajowym na ok. 1,5 km (1946).
Jako zawodniczka Warty Poznań zdobyła także złoty medal mistrzostw Polski w siatkówce (1946).
Pracowała jako sekretarka, m.in. w Polskim Związku Bokserskim.